# Уљана репица
Уљана репица (лат. Brassica napus) је индустријска биљка. Користи се за производњу прехрамбеног уља и био-дизела.
Највећи произвођачи су земље Европске уније, Канада, САД, Аустралија, Кина и Индија. У Индији уљана репица чини 13% посејаних површина. Према америчком Одељењу за пољопривреду, уљана репица је била трећи највећи извор биљног уља 2000. године, после соје и палме уљарице (лат. Elaeis guineensis). Други је највећи светски извор протеинске хране, иако чини тек петину производње највећег извора, соје.
У Европи се узгаја и као крмно биље, и то за зелену крму у свежем стању. Користи се и за силажу. Њени нуспроизводи се користе за крмне смесе.
Користи се и у ратарству, за зелено ђубрење.
У пољопривреди се користи за ротацију култура, у смени узгоја пшенице и кукуруза.